# Granat FFV 540
FFV 540 – szwedzki granat obronny. Posiada stalowy korpus z wewnętrznymi nacięciami ułatwiającymi fragmentację.